# 麻芝铺站
高坪铺站是沪昆铁路车站，位于贵州省黔南州龙里县冠山街道。车站目前为成都局集团凯里车务段管理的五等站，不办理客货运业务，仅办理接发列车业务。